# Georgisch-Katholische Kirche Bomonti

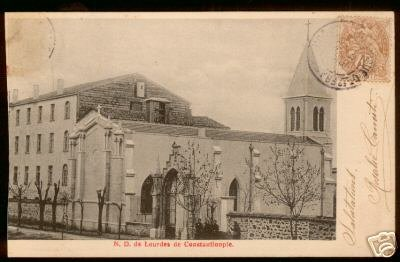
Historische Postkarte der Kirche

Die Georgisch-Katholische Kirche Unserer Lieben Frau von Lourdes (türkisch Notre Dame de Lourdes Gürcü Katolik Kilisesi oder Bomonti Gürcü Katolik Kilisesi) ist eine historische georgisch-katholische Kirche im Ortsteil Bomonti des Istanbuler Bezirks Şişli in der Türkei.
Die Kirche ist noch heute in Benutzung und eine der wenigen georgisch-katholischen Kirchen weltweit. Sie wurde im Jahre 1861 unter Mitwirkung des georgisch-katholischen Bischofs Petre Harisçiraşvili errichtet. Da die Zahl der georgisch-katholischen Christen in Istanbul sinkt, besteht ein Großteil der Kirchengemeinde aus Angehörigen der armenisch-katholischen Kirche. Noch in den 1950er Jahren lebten in Istanbul bis zu 10.000 Georgier, die nicht orthodox, sondern katholisch waren. Nach dem Pogrom von Istanbul 1955 unter Adnan Menderes wanderten viele Georgier aus. Heute besteht die georgisch-katholische Gemeinde nur noch aus 200 bis 250 Personen.